# エドゥアルド・マータ
エドゥアルド・マータ（Eduardo Mata, 1942年9月5日 - 1995年1月4日）は、メキシコの指揮者・作曲家。同年齢のエンリケ・バティスとともに、数少ない中南米出身の世界的指揮者のひとりであったが、飛行機事故により他界した。

## 経歴
メキシコシティ生まれ。メキシコ国立音楽院に入学するまで、個人的に3年間ギターを学んでいた。1960年から1963年まで、カルロス・チャベスに作曲を師事する。1964年にクセヴィツキー財団奨学金を得て、タングルウッド音楽センターの講習会に参加する、マックス・ルドルフとエーリヒ・ラインスドルフに指揮を、ガンサー・シュラーに作曲を師事する。
1950年代から1960年代までいくつか作曲を行なっており、三つの交響曲や、室内楽曲、ソナタ、バレエ音楽を作曲した。『交響曲第3番』と室内楽作品は録音もされた。
1965年にグヮダラハラ管弦楽団の指揮者とメキシコ国立自主音楽大学学長に就任し、同大学のオーケストラの指揮者も務める。1972年にメキシコを去り渡米、フェニックス市のオーケストラや音楽団体の指揮・監督者を勤めた後、1977年から1993年までダラス交響楽団音楽監督ならびに、欧米・中南米各地のさまざまなオーケストラで客演指揮者を務める。上記のオーケストラならびにロンドン交響楽団を指揮して、優に60点の録音を遺した。
1995年1月4日、クエルナバカでモレーロス州発ダラス行きの飛行機に搭乗中、離陸後まもなくエンジントラブルが発生し、機体は緊急着陸を試みるなか着地に失敗して大破、生存者は一人もいないという悲惨な事故の犠牲者となった。
マータは、解釈やレパートリーにおいて、バティスとはさまざまな点で対照的であった。バティスがヨーロッパ志向のレパートリー構成であるのに対して、マータは中南米の、比較的無名の作曲家の作品も積極的に演奏・録音した。また、バティスがいわゆる爆演系のカリスマ指揮者といわれるのに対して、マータはヒューマンな温かみと優雅さを兼ね備えた、丁寧で洗練された音楽づくりを繰り広げた。このようなマータの演奏姿勢は、ロドリーゴの『アランフエス協奏曲』やトゥリーナの『幻想的舞曲集』の録音に垣間見ることができる。